# 小林愛香
小林 愛香（こばやし あいか、1993年10月23日 - ）は、日本の女性歌手、声優。神奈川県出身。所属芸能事務所はボイスキット、所属レコードレーベルはトイズファクトリー。2011年に歌手デビューを経て、『ラブライブ！サンシャイン!!』で声優デビュー。Aqoursのメンバーでもある。

## 略歴
5歳からバレエを、小学3年生からヒップホップのダンスを始め、歌手を目指すようになる。
過去にはキッズモデルをしていた時期もある。
2011年、テレビアニメ『フリージング』のエンディングテーマ「君を守りたい」で歌手デビュー。2012年、ソロ名義でシングル『future is serious』をリリース。
2015年、『ラブライブ！サンシャイン!!』の津島善子役にて声優デビュー。同時に、Aqoursとしての活動を開始。
2017年、第11回声優アワードで、Aqoursとして歌唱賞を受賞。
2018年12月6日、小林愛香オフィシャルファンクラブ「AND」を開設。
2019年10月29日に行われた自身のファンミーティング「2nd Fan Meeting『Birthday PARTY!!』」で所属レコードレーベルをトイズファクトリーに移籍し、2020年にニューシングル「NO LIFE CODE」をリリースすることを発表し、11月6日に行われた同イベントにて、2月26日にリリースすることを発表。
2022年から2024年まで声優事務所のビーフェクトと業務提携契約を結んでいた。
2025年1月10日、約15年間所属していたニューカムを2024年12月31日をもって退所し、2025年1月1日よりボイスキットに移籍したことを発表。

## 人物
日本人の父、日本と韓国のハーフの母を持つクォーターである。
「愛香」の名前の由来は「人を愛し、愛される人になる」という意味である。
過去に事務所の社長から声優のオーディションの話を何度か貰ったことがあったが、経験のない自分には無理だと断っていた。『ラブライブ！サンシャイン!!』のオーディションも社長から話がきたが、そのときは「チャレンジしてみたい」という思いになり、声優への挑戦を決めた。オーディションの印象や合格後について、『ラブライブ!』のオーディションとは知らずに参加したが、『ラブライブ!』ならば今までやってきた歌やダンスを「生かせる」と思ったと述べている。歌手活動とは違った声優の仕事を経験することで、「自分の可能性をもっと広げられるのではないか」といった期待もあった。
『ラブライブ！サンシャイン!!』にて自身が演じる善子について、普段の「堕天使ヨハネ（いわゆる「中二病」）」の際は難解な言葉を「暗めのトーンで格好をつけて口にする」が、時折不意に出るとき、あるいはスクールアイドル活動のときは「高い声」が出るとのことで、「悪魔と天使のように」演じ分ける過程で、自分自身も「いろいろな声が出せるんだと気付きました」と述べている。
マルチな歌手を目標としている。
人物的特徴として、Aqoursのメンバーである降幡愛は、「適応能力」や「集中と緩和の使い方が上手い」と述べている。
趣味にカメラ、洋服を着ること、犬の散歩（2時間まで可）、特技にダンス（HIP-HOP、R&B 、LA-STYLE）をそれぞれ挙げている。

## 出演
太字はメインキャラクター。

### テレビアニメ
2016年
- ラブライブ!サンシャイン!!（2016年 - 2017年、津島善子） - 2シリーズ

2017年
- ピアシェ〜私のイタリアン〜（花月李依）
- いつだって僕らの恋は10センチだった。（生徒B）

2021年
- さよなら私のクラマー（天馬夕）

2023年
- 幻日のヨハネ -SUNSHINE in the MIRROR-（ヨハネ）

### 劇場アニメ
- ラブライブ!サンシャイン!! The School Idol Movie Over the Rainbow（2019年、津島善子[26]）
- 映画 さよなら私のクラマー ファーストタッチ（2021年、アナウンス）

### Webアニメ
- 幻日のヨハネ -SUNSHINE in the MIRROR- 光景記（2022年 - 2023年、ヨハネ[25]）

### ゲーム
2016年
- ウチの姫さまがいちばんカワイイ（美脚姫 レグ・ボニート）
- ラブライブ! スクールアイドルフェスティバル（2016年 - 2023年、津島善子）

2017年
- アルケミアストーリー（レイカ）

2018年
- ぷちぐるラブライブ!（津島善子）
- ドールズオーダー（ディナダン）
- グランブルーファンタジー（津島善子）
- ダイダロス: ジ・アウェイクニング・オブ・ゴールデンジャズ（アビー）

2019年
- トリニティセブン -夢幻図書館と第7の太陽-（村雲ナギサ）
- Shadowverse（津島善子）
- ラブライブ! スクールアイドルフェスティバル ALL STARS（2019年 - 2023年、津島善子）

2020年
- 少女☆歌劇 レヴュースタァライト -Re LIVE-（津島善子）

2021年
- ラブライブ!スクールアイドルフェスティバル 〜after school ACTIVITY〜 わいわい!Home Meeting!!（津島善子）

2023年
- ラブライブ! スクールアイドルフェスティバル2 MIRACLE LIVE!（2023年 - 2024年、津島善子）
- 幻日のヨハネ -BLAZE in the DEEPBLUE-（ヨハネ）

2024年
- 幻日のヨハネ NUMAZU in the MIRAGE（ヨハネ）

### 吹き替え
- マジック・ワールド ビーストと闇の支配者（2020年、フェイ〈ヨハンナ・シュラムル〉）[36]
- ウルフウォーカー（2020年、パドレイグ）[37]

### 朗読劇
- 選ばれなかった勇者の花嫁（2020年10月3日、4日、ところざわサクラタウン ジャパンパビリオンホールA） - ヴィネット 役[38]
- 東京クロノス 渋谷隔絶（2024年3月30日・31日、渋谷区文化総合センター大和田 伝承ホール） - 神谷ジュリ 役[39]
- 春とみどり（2024年4月29日、TOKYO FM HALL）- 橘春子 役[40][41]
- 幻調乱歩大系（2025年3月6日 - 9日、草月ホール）[42]
- 『アイディール・セミナー/Final  session』（2025年6月4日 - 8日、こくみん共済 coop ホール／スペース・ゼロ) -桃瀬しずか 役[43]
- 岩井秀人（WARE）プロデュース『いきなり本読み！Voices』（2025年8月8日〈予定〉、草月ホール）[44]
- 幻調乱歩4 夜明けに怯える怪機城（2025年8月31日〈予定〉、イイノホール）[45]

### ナレーション
- めちゃコミック「めちゃ本屋さん2020 書店放映動画」『駆除人』『極主夫道』『 セブンティウイザン』（2020年）[46][47][48][49][50]
- めちゃコミック×本屋さん『僕の心のヤバイやつ』『よふかしのうた』『高嶺のハナさん』（2020年）[51][52][53]

### CM
- 花王 sonae（そなえ） ウィルバリア スチームアロマカップ「声優篇」（2019年）[54][55]

### ラジオ
※はインターネット配信。
- ラブライブ！サンシャイン!! Aqours浦の星女学院RADIO!!!（2016年 - 、HiBiKi Radio Station※・音泉※）[56]
- 「My Girl meets Aこえ」別冊マイガール　小林愛香の「AICAMPUS」（2018年 、AbemaRADIO※）[57]
- よ・み・き・か・せ（2019年、TOKYO FM・高橋みなみの これから、何する?内）[58]
- 小林愛香 “の!" LIFE CODE（2020年、FM802･802 Palette内）
- 声優NOTE（2020年、JFN系）
- 特命取材班 小林愛香（2020年 - 、OPENREC.tv※）[59][60]

### インターネットテレビ
- 小林愛香の「公開リハーサル」（2017年 - 、 ニコニコ生放送）[61]
- 小林愛香25生誕祭（2018年、 AbemaTV）[9]
- 小林愛香オフィシャルファンクラブ「AND」オープン直前SP☆（2018年、 LINE LIVE）
- 1st写真集発売記念スペシャルプログラム『愛香』（2018年、 AbemaTV）[62]

### その他コンテンツ
- ジャッジメント／ブラッド（2017年、ヴィクトリア・リード）[63][64]
- 六角形の色鉛筆が描くのは七色の未来（2024年、さくらもえ） - ときのそら『STAR STAR☆T』初回限定盤A付属ボイスドラマ[65]

## 書籍

### 雑誌・ムック
- 週刊ヤングジャンプ No.18（2017年3月30日、集英社）- プレゼントコーナー
- My Girl vol.21 “VOICE ACTRESS EDITION”（2018年3月17日、KADOKAWA）- 表紙、巻頭
- 週刊ヤングジャンプ No.18（2018年4月5日、集英社）- 巻頭
- VOICE Channel Vol.3（2018年4月28日、コスミック出版）- 表紙、巻頭
- Voice Actress CARNELIAN（2018年9月29日、学研プラス）- 表紙、巻頭
- My Girl vol.25 “VOICE ACTRESS EDITION"（2018年11月21日、KADOKAWA）- PICK UP(1st写真集先行カット) ※紙版にのみ掲載で電子版には未収録
- My Girl vol.26 “VOICE ACTRESS EDITION"（2019年1月26日、KADOKAWA）- FEATURE(撮り下ろしフォト、ロングインタビュー)
- 関西ウォーカー 2019年6号（2019年2月26日、KADOKAWA）- INTERVIEW ＆ TALK
- blt graph.vol.42（2019年4月10日、東京ニュース通信社）- グラビア、インタビュー
- VOICE OVER girl's No.2（2019年7月19日、辰巳出版）- 表紙、巻頭、裏表紙
- 声優アニメディア 2020年3月号（2020年2月10日、学研プラス）- 裏表紙、巻末
- My Girl vol.29 “VOICE ACTRESS EDITION”（2020年2月21日、KADOKAWA）- 表紙、巻頭
- My Girl vol.31 “VOICE ACTRESS EDITION"（2020年11月10日、KADOKAWA）- SCENE_3(2021年カレンダー先行カット) ※紙版にのみ掲載で電子版には未収録

### 写真集
- 【デジタル限定 YJ PHOTO BOOK】小林愛香写真集「I can love Youuu!!!!!」（2018年4月5日、集英社、撮影：大江麻貴）
- 愛香（2018年12月11日、KADOKAWA、撮影：山本絢子）ISBN 978-4-04-896443-2[66][67]
- 愛香 Another Edition（2019年4月24日、KADOKAWA、撮影：山本絢子）ISBN 978-4-04-896550-7[68][69]
- hikari (2022年4月18日、KADOKAWA、撮影:大辻隆広) ISBN 978-4-04-896805-8

## ディスコグラフィ

### シングル
|                      | 発売日               | タイトル             | 規格品番             | 規格品番             | オリコン 最高位      |                      |                      |
| 初回限定盤           | 発売日               | タイトル             | 通常盤               |                      | オリコン 最高位      |                      |                      |
| メディアファクトリー | メディアファクトリー | メディアファクトリー | メディアファクトリー | メディアファクトリー | メディアファクトリー | メディアファクトリー | メディアファクトリー |
| -------------------- | -------------------- | -------------------- | -------------------- | -------------------- | -------------------- | -------------------- | -------------------- |
|                      | 2012年4月25日        | future is serious    |                      | ZMCZ-7838            | 139位                |                      |                      |
| トイズファクトリー   |                      |                      |                      |                      |                      |                      |                      |
| 1st                  | 2020年2月26日        | NO LIFE CODE         | TFCC-89677           | TFCC-89678           | 9位                  |                      |                      |
| 2nd                  | 2021年1月27日        | Tough Heart          | TFCC-89695           | TFCC-89696           | 7位                  |                      |                      |
| 3rd                  | 2023年10月18日       | グミチュウ           | TFCC-89769/70        | TFCC-89771           | 21位                 |                      |                      |

### 配信限定
| 発売日       | タイトル               | 規格品番   |
| ------------ | ---------------------- | ---------- |
| 2021年4月5日 | AMBITIOUS GOAL         | TFDS-00654 |
| 2022年2月2日 | マコトピリオド         |            |
| 2022年9月7日 | MI-RA-I miracle circle |            |

### アルバム
|                | 発売日        | タイトル                | 規格品番       | 規格品番                                           | 規格品番   | オリコン 最高位 |
| 完全生産限定盤 | 発売日        | タイトル                | 初回生産限定盤 | 通常盤                                             |            | オリコン 最高位 |
| -------------- | ------------- | ----------------------- | -------------- | -------------------------------------------------- | ---------- | --------------- |
| 1st            | 2021年6月23日 | Gradation Collection    | TFCC-86769/70  | TFCC-86771/2                                       | TFCC-86773 | 14位            |
| EP             | 2022年12月7日 | syzygy                  |                | TFCC-86884/5                                       | TFCC-86886 | 15位            |
| 2nd            | 2024年8月21日 | Illumination Collection |                | TFCC-81093〜81094（限定盤A） TFCC-81095（限定盤B） | TFCC-81096 | 24位            |

### 映像作品
|     | 発売日       | タイトル                           | 規格品番   | 規格品番   |
| BD  | 発売日       | タイトル                           | DVD        |            |
| --- | ------------ | ---------------------------------- | ---------- | ---------- |
| 1st | 2022年2月2日 | 小林愛香LIVE TOUR 2021 "KICK OFF!" | TFXQ-78208 | TFBQ-18246 |

### タイアップ曲
| 楽曲                   | タイアップ                                                      | 時期   |
| ---------------------- | --------------------------------------------------------------- | ------ |
| future is serious      | テレビアニメ『クイーンズブレイド リベリオン』エンディングテーマ | 2012年 |
| Tough Heart            | テレビアニメ『真・中華一番!』オープニングテーマ                 | 2021年 |
| AMBITIOUS GOAL         | テレビアニメ『さよなら私のクラマー』オープニングテーマ          | 2021年 |
| 空は誰かのものじゃない | 劇場アニメ『映画 さよなら私のクラマー ファーストタッチ』主題歌  | 2021年 |
| Can you sing along?    | 劇場アニメ『映画 さよなら私のクラマー ファーストタッチ』劇中歌  | 2021年 |
| マコトピリオド         | テレビアニメ『殺し愛』エンディングテーマ                        | 2022年 |
| MI-RA-I miracle circle | テレビアニメ『宇宙なんちゃら こてつくん』主題歌                 | 2022年 |

### 歌手参加作品
| 発売日        | 商品名                                               | 歌       | 楽曲             | 備考                                           |
| ------------- | ---------------------------------------------------- | -------- | ---------------- | ---------------------------------------------- |
| 2011年2月23日 | COLOR / 君を守りたい                                 | 小林愛香 | 「君を守りたい」 | テレビアニメ『フリージング』エンディングテーマ |
| 2014年7月2日  | ノブナガ・ザ・フールオリジナルサウンドトラック Vol.2 | 小林愛香 | 「巫女の祈り」   | テレビアニメ「ノブナガ・ザ・フール」劇中歌     |

### シリーズ一覧
1. ↑  第1期（2016年）、第2期（2017年）